# Loriga
Loriga [lu'ɾigɐ] ist eine Gemeinde (Freguesia) und eine gleichnamige Kleinstadt (Vila) in Portugal. Bedingt durch die topografische Lage – die Kleinstadt gehört, von hohen Bergen umgeben, zu den höchstgelegenen Ortschaften Portugals – wird Loriga gelegentlich als „portugiesische Schweiz“ bezeichnet. Loriga ist sowohl für den Wintersport als auch für sein Flussstrandbad bekannt.

## Geografie
Die Gemeinde liegt in einem Tal der Gebirgsregion Serra da Estrela, etwa 20 Kilometer von der Stadt Seia, 80 Kilometer von Guarda und 300 Kilometer nordöstlich von Lissabon entfernt.

## Geschichte
Die Region wurde schon vor über 2000 Jahren von den Lusitanern besiedelt und war lange Zeit Teil der römischen Provinz Lusitania. Die heutige Ortschaft wurde vermutlich im Zuge der Siedlungspolitik nach der mittelalterlichen Reconquista neu besiedelt. Erstmals erhielt Loriga Stadtrechte im Jahr 1136, die mehrmals bestätigt und erneuert wurden, zuletzt 1514 durch König D. Manuel I.
Loriga erlitt starke Zerstörungen beim Erdbeben 1755, und die langsam an Bedeutung gewinnenden Textilindustrie wurde dadurch in der Entwicklung zunächst zurückgeworfen. Der Ort blieb ein eigenständiger Kreis, bis zu den Verwaltungsreformen nach der Liberalen Revolution 1822 und dem 1834 folgenden Miguelistenkrieg. Der Ort stand dabei auf Seiten des unterlegenen absolutistischen Königs D. Miguel.
1855 wurde der Kreis Loriga aufgelöst und Seia angegliedert. In der zweiten Hälfte des 19. Jahrhunderts entstanden hier neue Unternehmen der Textilindustrie und sorgten für eine relative Blüte. Zum Ende des 20. Jahrhunderts kam die Textilindustrie in Loriga dann weitgehend zum Erliegen.

## Verwaltung
Loriga ist eine Gemeinde (Freguesia) im Kreis (Concelho) von Seia, im Distrikt Guarda. Sie hat 848 Einwohner (Stand 19. April 2021) auf einer Fläche von 36,3 km².

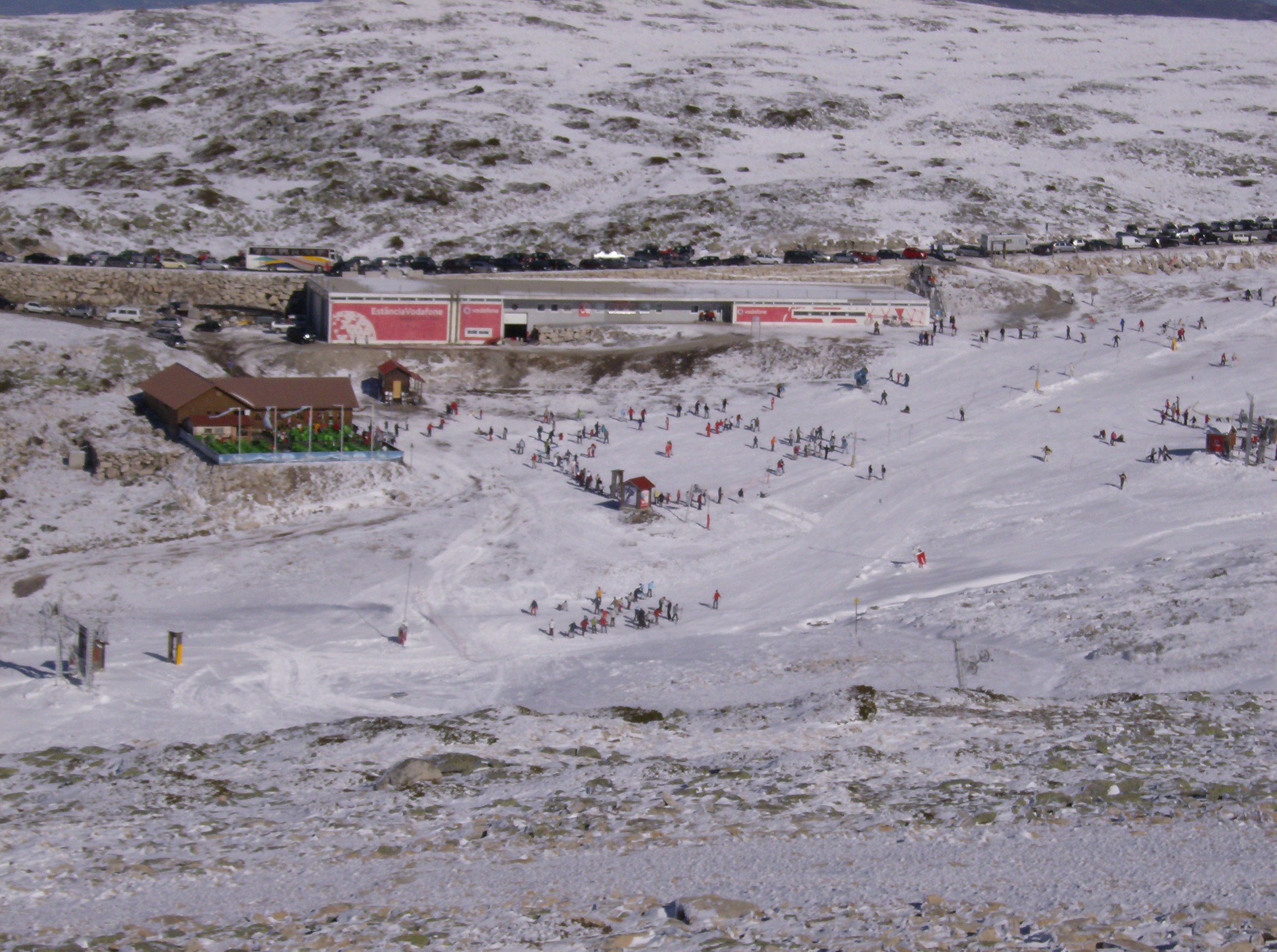
Das Vodafone Ski Resort

Zwei Ortschaften liegen in der Gemeinde:
- Loriga
- Fontão

## Wirtschaft
In der Stadt entwickelte sich im 18. Jahrhundert eine Textilindustrie, die heute jedoch kaum noch eine Bedeutung hat. Durch die einzigen Skipisten Portugals und die spezielle Lage ist der Wintertourismus zum wichtigsten Wirtschaftsfaktor der Gemeinde geworden. Träger des Skizentrums Vodafone Ski Resort, das in Loriga entstanden ist, ist das Mobilfunkunternehmen Vodafone Group. Durch den Tourismus gefördert siedelten sich in der Stadt auch mehrere Handelseinrichtungen und Restaurants an. Durch das bekannte Flussstrandbad und umliegende Wanderwege ist auch Sommertourismus von Bedeutung, insbesondere in Einrichtungen des Turismo rural.

## Feiern und Volksfeste

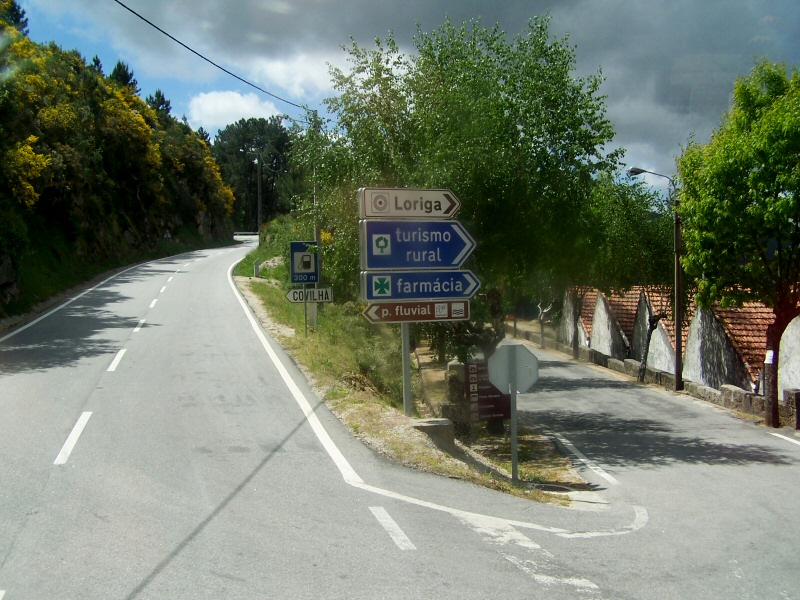
Zufahrt nach Loriga

- Nossa Senhora da Guia (erster Sonntag im August)
- Nossa Senhora da Ajuda, Fontão (zweiter Sonntag im August)
- São Sebastião (letzter Sonntag im Juli)

## Verkehr
Die Nationalstraße N231 führt zur etwa 20 km nördlich liegenden Kreisstadt Seia.
Loriga ist in das landesweite Fernbusnetz der Rede Expressos eingebunden.

## Söhne und Töchter der Stadt
- Joaquim Augusto Amorim da Fonseca (1862–1927), Arzt
- Joaquim Pina Moura (1952–2020), Ökonom und Politiker, Wirtschaftsminister im Kabinett Guterres I
- Jorge Gomes Garcia (* 1960), Radrennfahrer

## Galerie

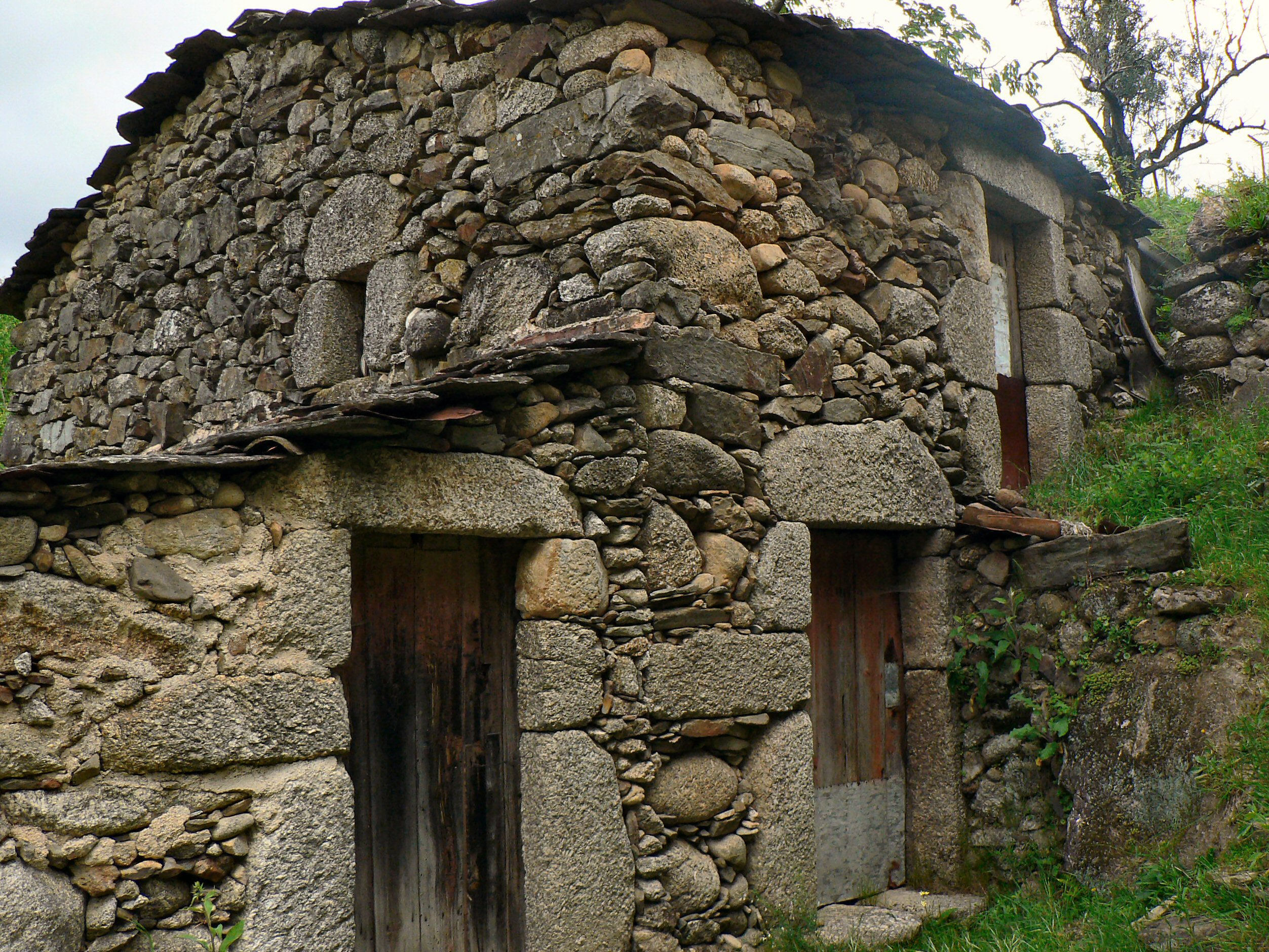
Typisches altes Haus in Loriga aus Granit
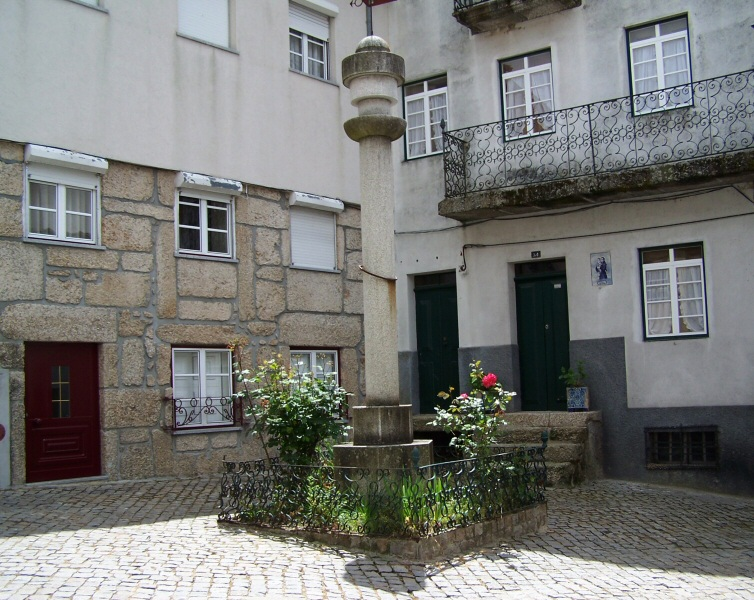
Der Platz des Schandpfahls im historischen Zentrum Lorigas
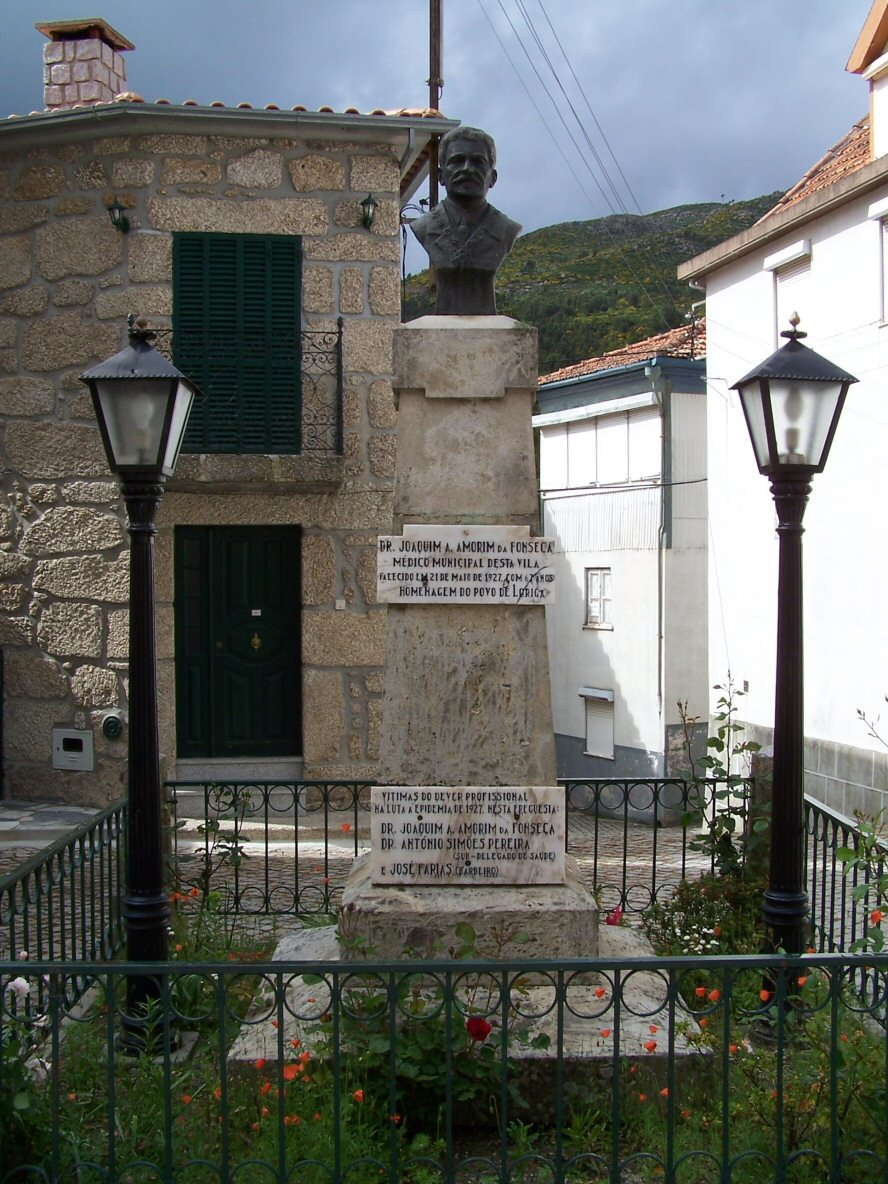
Denkmal für den Arzt Joaquim Augusto Amorim da Fonseca
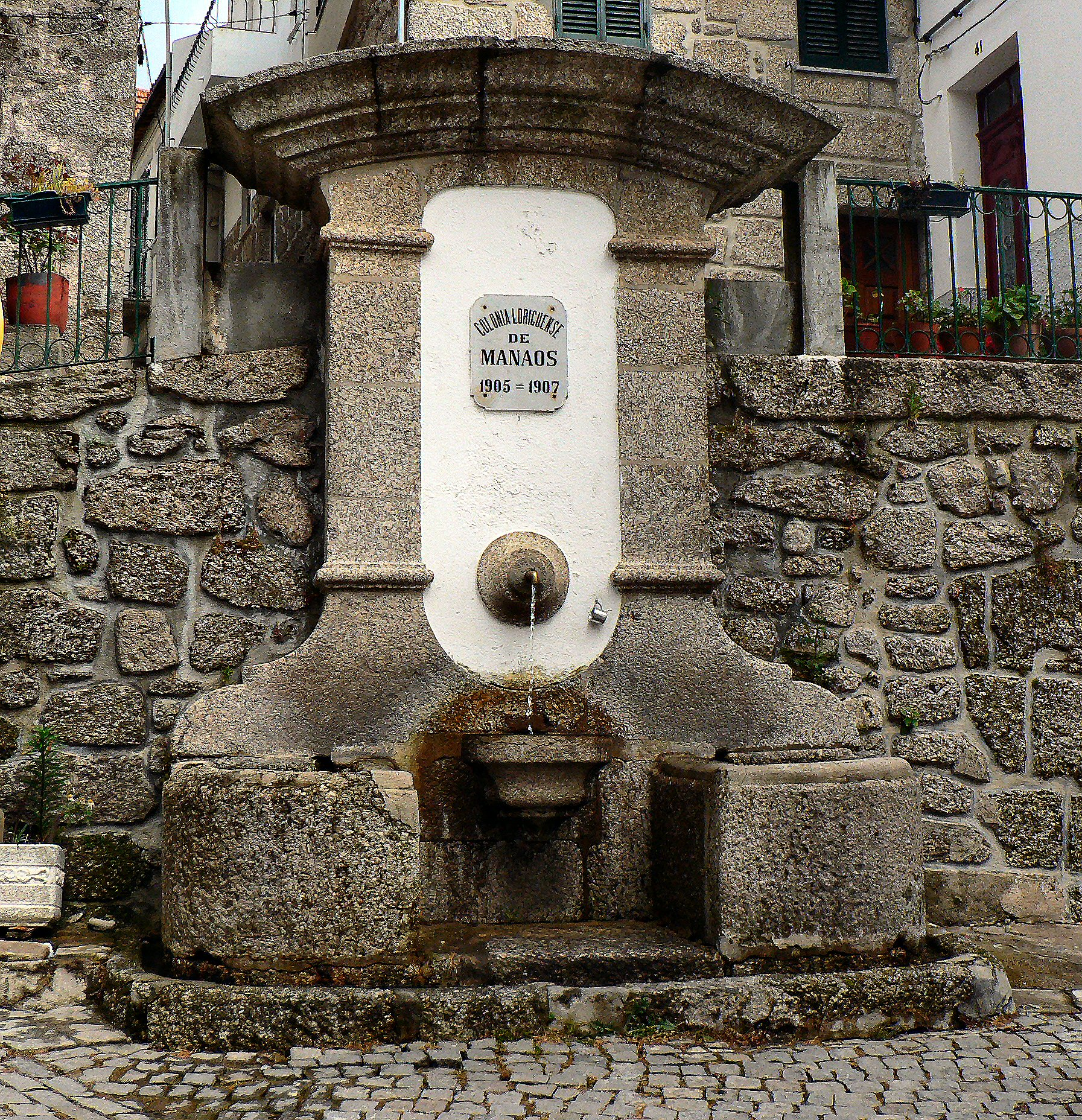
Brunnenanlage, 1905 gespendet von aus Loriga stammenden Auswanderern aus dem brasilianischen Manaus
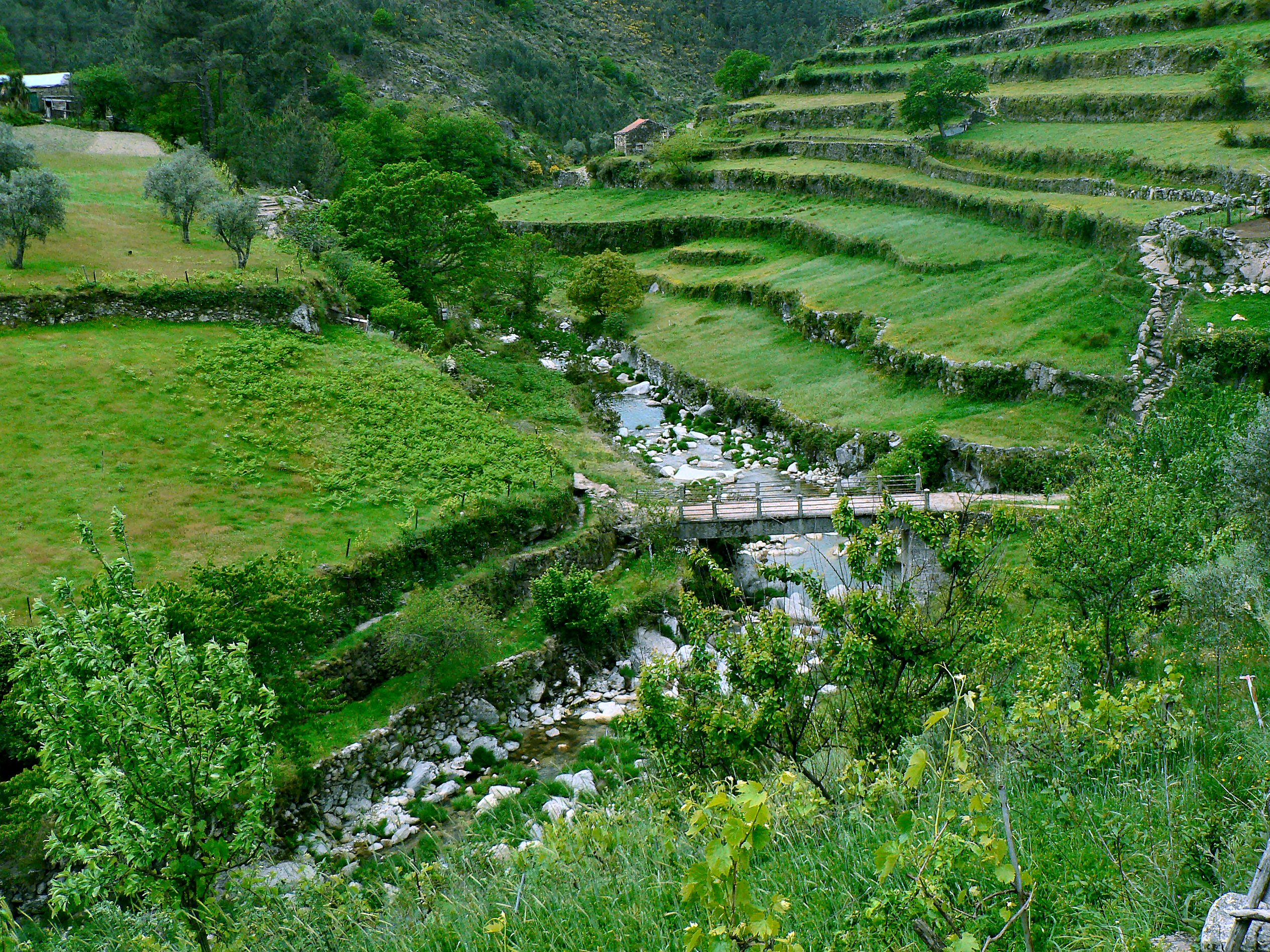
Zusammenfluss zweier Bäche bei Loriga
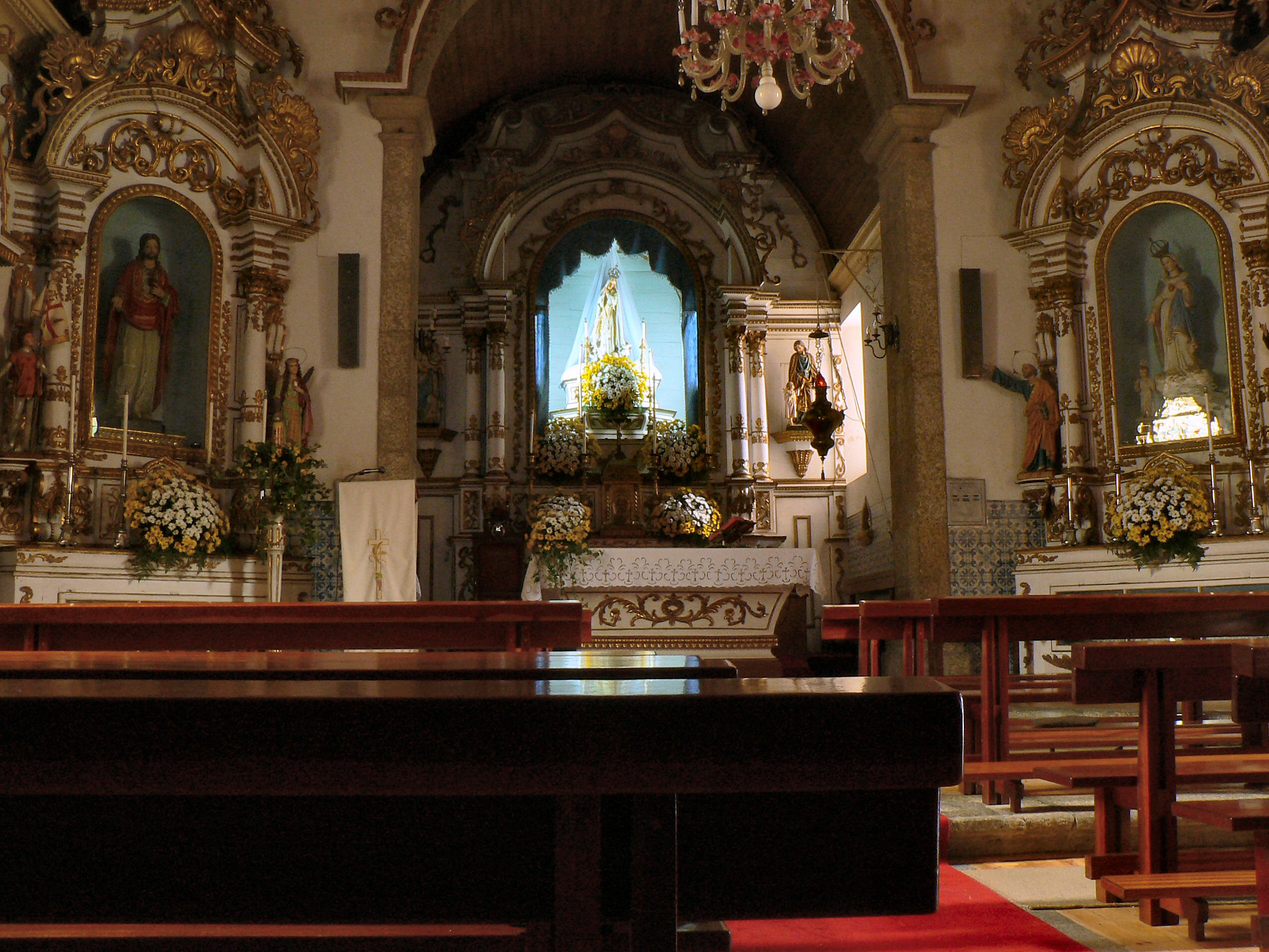
Der Altar der Hauptkirche Lorigas
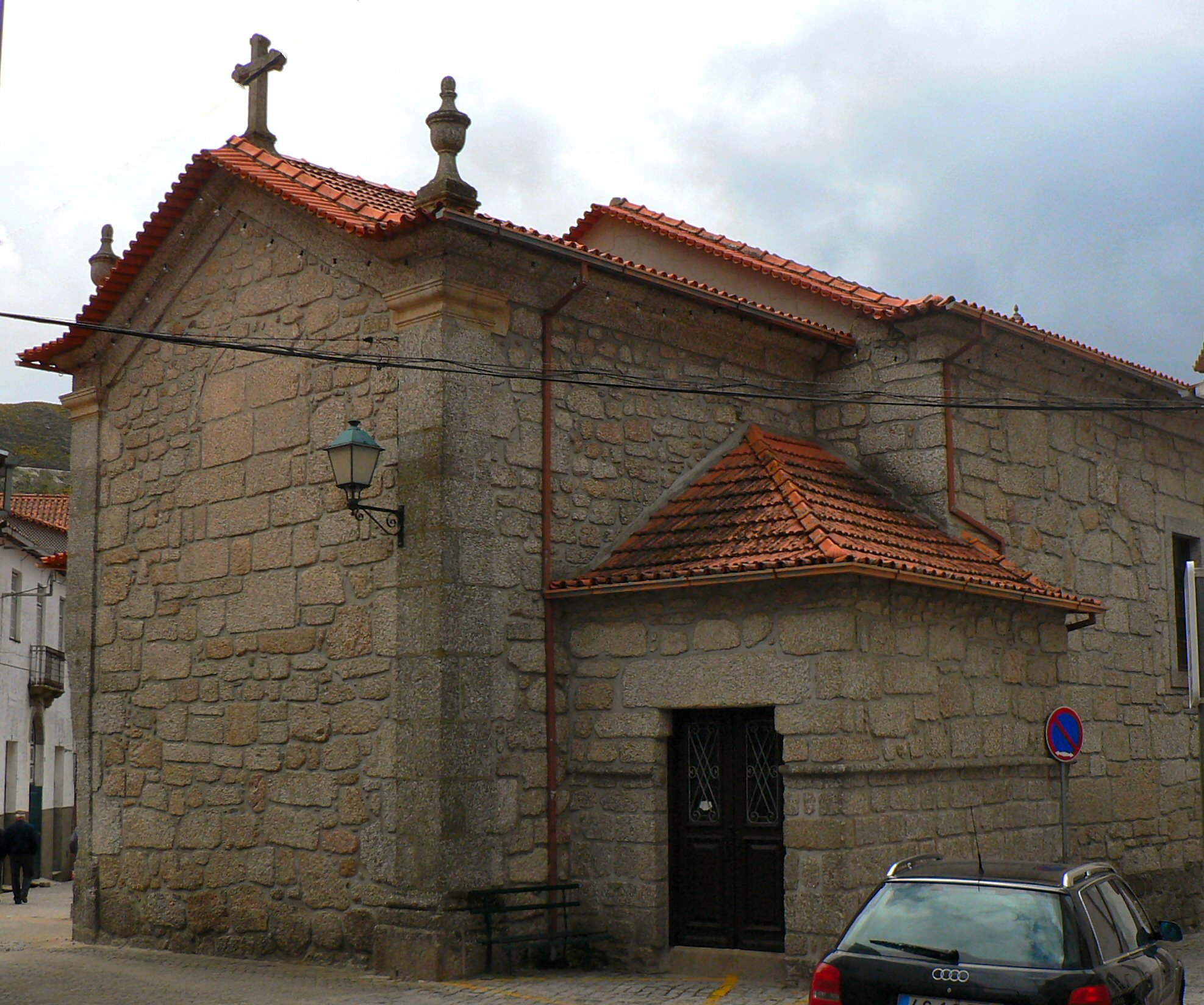
Rückseite der aus Granit erbauten Hauptkirche